# 李福珍
李福珍（1974年—），云南红河人，哈尼族，中华人民共和国政治人物、第十一届全国人民代表大会云南地区代表。
毕业于云南省委党校经济管理专业。担任云南省红河州红河县人民政府副县长。2008年起担任全国人大代表。